# Chiesa di Santa Maria Donnaregina Vecchia
La chiesa di Santa Maria Donnaregina Vecchia è una chiesa monumentale di Napoli costruita agli inizi del XIV secolo per le monache clarisse del monastero omonimo.
La chiesa si trova alle spalle di Santa Maria Donnaregina Nuova, quest'ultima costruita nel Seicento con lo scopo di rimpiazzare quella Vecchia.
Lungo le pareti del coro delle monache è conservato il più grande e uno dei più importanti cicli di affreschi del XIV secolo a Napoli.

## Storia
Il complesso originario occupava un'insula doppia della città greco-romana ed è attestato a partire dal 780 come "monastero di San Pietro del Monte di Donna Regina", appartenente alle monache basiliane. Il complesso religioso era, inoltre, dotato di una porta difesa da una torre. Nel IX secolo passò alle monache benedettine, che lo intitolarono a Santa Maria e nel corso del XIII secolo passò alla regola delle clarisse.
Sotto Carlo I d'Angiò il monastero fu adibito a prigione per i nobili avversari della casa regnante. La casa religiosa fu danneggiata dal terremoto del Sannio del 1293 e venne ricostruita dalle fondazioni grazie alle donazioni della regina di Napoli Maria d'Ungheria. La nuova chiesa, aperta al culto nel 1316, venne consacrata nel 1320 e la regina vi venne sepolta in una tomba monumentale, opera di Tino di Camaino del 1326.

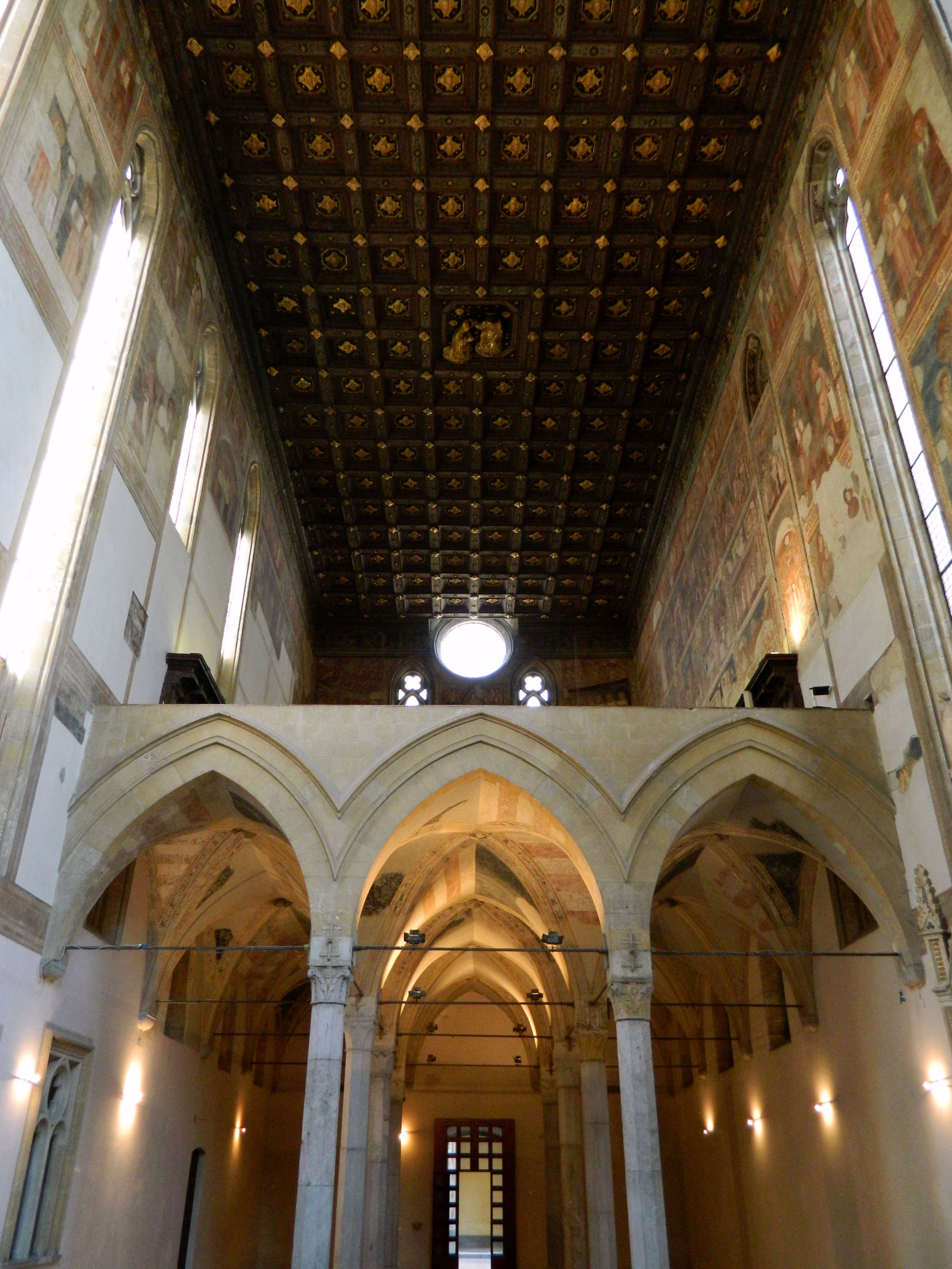
Navata verso la controfacciata e il coro delle monache

Nel 1390 il tetto della chiesa fu danneggiato da un violento incendio scaturito da un fulmine e i dovuti lavori di restauro furono commissionati dalla regina Giovanna II d'Angiò, così come gli ulteriori interventi di restauro che hanno fatto seguito ai diversi terremoti del XV secolo.
Nel XVI secolo fu aggiunto al complesso un nuovo chiostro e nel XVII secolo venne costruita una seconda chiesa, Donnaregina Nuova, in origine direttamente accessibile da quella più antica tramite ambienti nei piani superiori degli spazi absidali, riservata anch'essa alle monache.
L'ampliamento di via Duomo decretato nel 1860 richiese l'abbattimento di una parte del complesso monastico. Questo venne soppresso nel febbraio del 1861, e la chiesa Vecchia passò al comune di Napoli. Suddivisa in vari ambienti, divenne sede di uffici delle guardie municipali nel 1864, di una scuola froebeliana nel 1865, di abitazioni provvisorie per i poveri dal 1866 al 1872; ospitò in seguito la Corte d'assise e dal 1878 la commissione municipale per la conservazione dei monumenti. In seguito a una decisione del consiglio municipale vi fu aperto tra il 1892 e il 1902 il "Museo della città" e dal 1899 ospitò la sede dell'Accademia Pontaniana.
Le due chiese furono separate nel 1928-1934, in occasione dei lavori di Gino Chierici che eliminarono le suddivisioni interne della chiesa vecchia per rendere visibili le strutture gotiche dell'abside della chiesa più antica, che si poté ricostruire grazie all'accorciamento e alla parziale demolizione del coro delle monache di quella più recente. Il sepolcro di Maria d'Ungheria, che era stato spostato già nel 1727 nella nuova chiesa, all'interno della sala del comunichino delle monache assieme ad altri monumenti sepolcrali cinquecenteschi, fu intanto di nuovo trasferito nella chiesa vecchia, addossato alla parete di sinistra prima dell'abside, che comunque non costituisce la sua collocazione originale; le sculture rinascimentali invece sono rimaste nella sala della chiesa nuova.
Attualmente ciò che resta del monastero di Donnaregina è sede della "Scuola di Specializzazione in Beni Architettonici e del Paesaggio" dell'Università di Napoli.

## Descrizione
| 1. Chiostro 2. Navata 3. Sepolcro di Maria d'Ungheria di Tino di Camaino 4. Abside 5. Cappella Loffredo 6. Coro delle monache | Pianta |

La chiesa presenta una facciata semplice e stretta con due monofore e un ovale sopra i quali è raffigurato lo stemma della regina Maria d'Ungheria, colei che volle l'edificazione del convento; di fronte un piccolo chiostro settecentesco, detto "dei Marmi", funge da cortile interno che anticipa l'ingresso alla chiesa: esso probabilmente fu costruito su progetto di Ferdinando Sanfelice ed è caratterizzato da archi a tutto sesto e da pilastri ionici con specchiature marmoree.

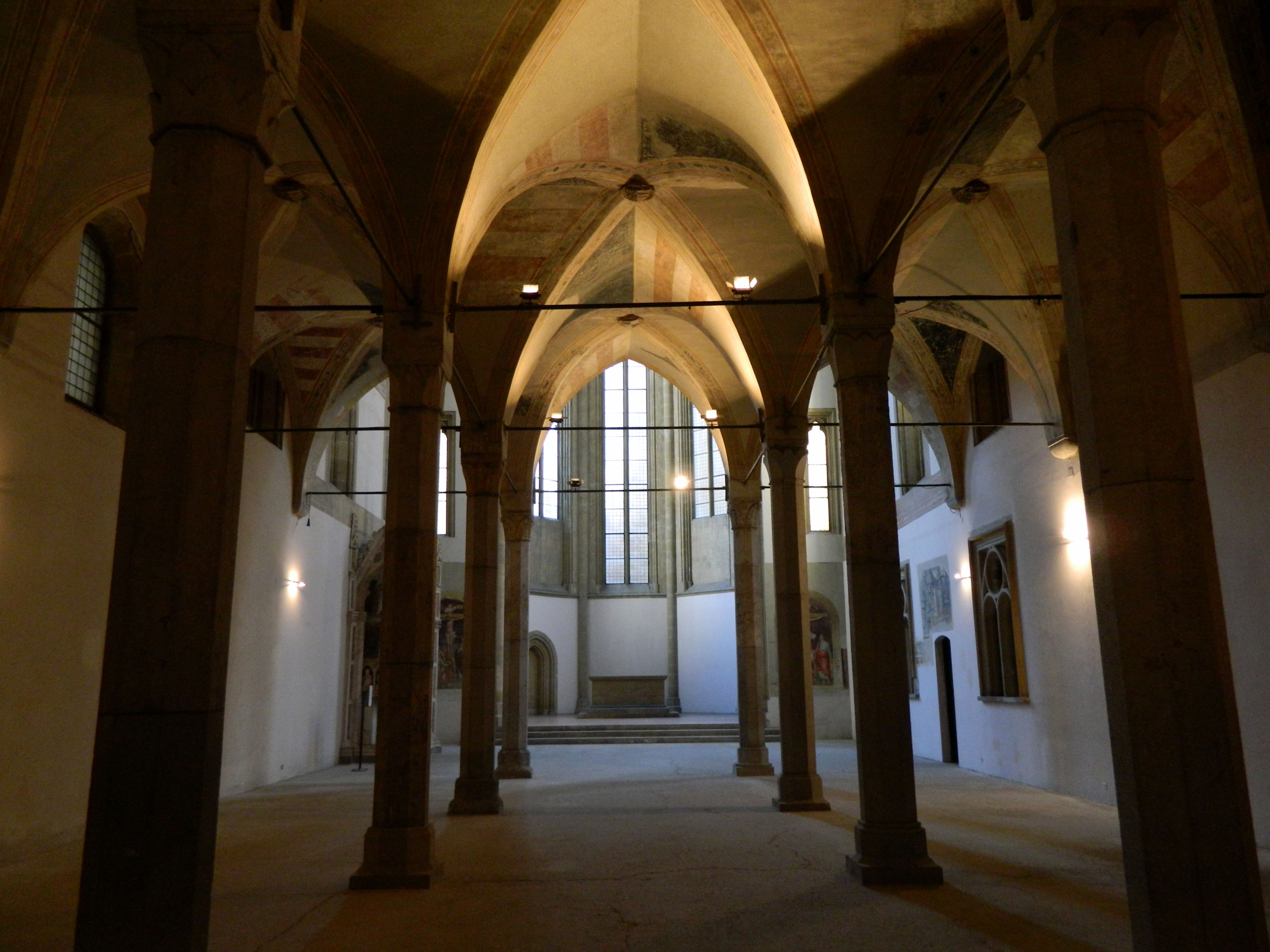
Navata verso l'abside

L'interno inizia e si sviluppa per circa 3/4 della lunghezza dell'unica navata che lo compone, lunga poco più di 38 metri, con tre campate a soffitto ribassato rispetto a quello della chiesa terminando poi con un'abside poligonale, composta dai cinque lati di un ottagono, preceduta da un unico spazio rettangolare, entrambi alti fino al soffitto originale dell'edificio. Il coro delle monache si sviluppa quindi sopra il soffitto ribassato della navata, poggiante su sei pilastri ottagonali che sorreggono volte a crociera; la sua altezza e quella del pronao si concludono in uno slancio unico con l'altezza dell'abside stessa, avviando una particolarità architettonica che sarà in seguito osservata anche in alcune chiese tedesche. L'illuminazione di tutto l'ambiente è data da piccole finestre sul lato sinistro, mentre la parte a tutta altezza prima dell'abside presenta grandi finestre monofore.

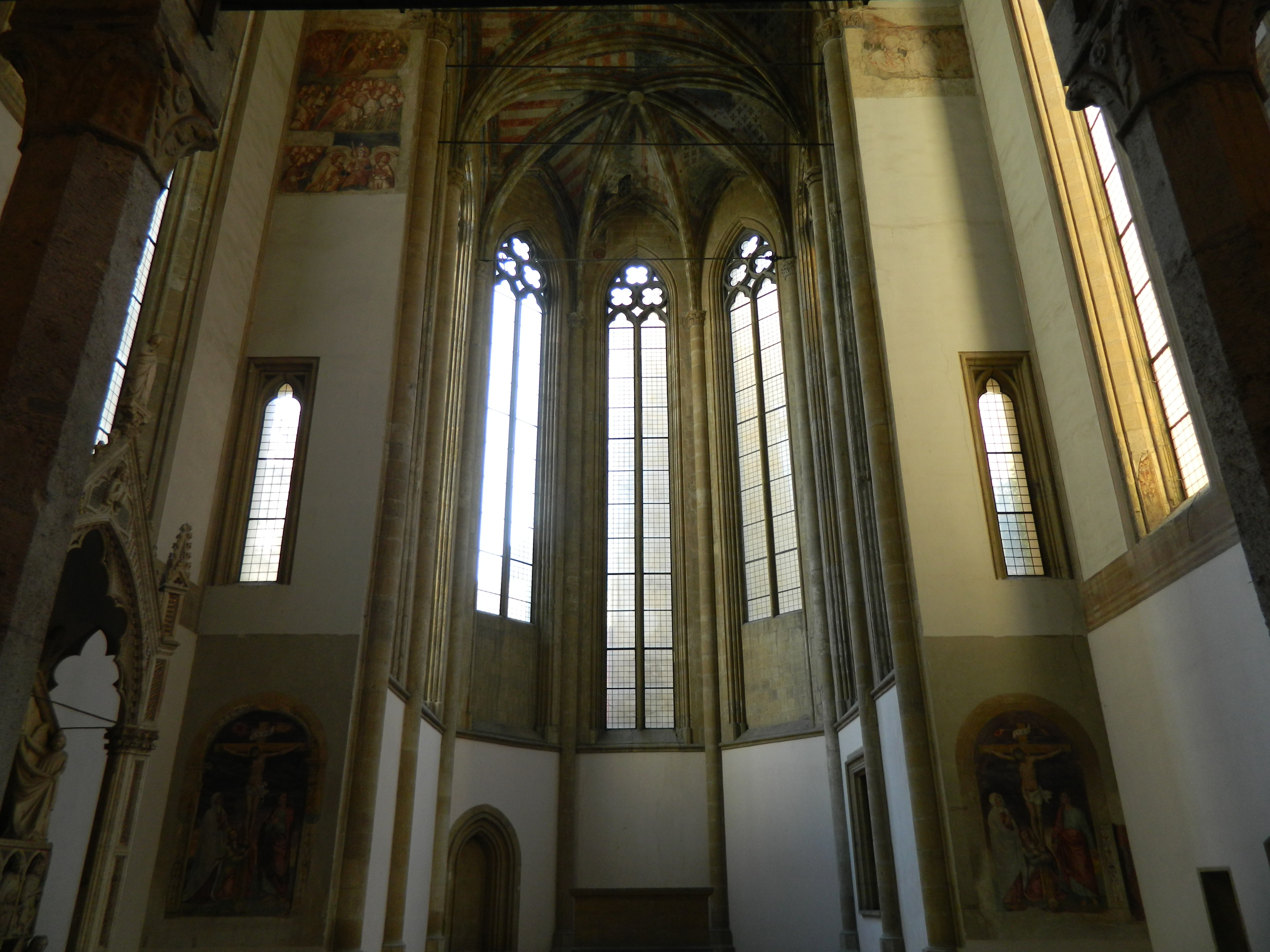
Abside

La zona absidale conserva resti della pavimentazione in cotto maiolicato, esempio questo di arte ceramica napoletana in età angioina, databile tra la fine del XIV e l'inizio del XV secolo. Sia l'abside che lo spazio antistante sono coperti da volte a crociera affrescate con colori angioini e del casato d'Ungheria, decorazioni che si ripetono anche nelle volte sottostanti il coro; ai lati dell'arco absidale invece si possono ammirare nella parte inferiore, forse l'uno la copia dell'altro, due affreschi trecenteschi sulla Crocifissione di ignoto autore, e in quella superiore, figure di Angeli, Troni e Dominazioni.
Il tetto originale della navata è a capriate con frammenti di decorazioni su fresco, sempre del Trecento, nascoste però da un altro soffitto ligneo cassettonato del Cinquecento aggiunto solo successivamente e decorato al centro da un rilievo con Incoronazione della Vergine, opera del bergamasco Pietro Belverte.
Sulla parete di sinistra della navata della chiesa, dopo lo spazio con soffitto ribassato, è collocato il monumento sepolcrale di Maria d'Ungheria, opera trecentesca di Tino di Camaino che fu dapprima spostato all'interno della chiesa Nuova, per poi far ritorno in quella Vecchia nella posizione che attualmente ha. Altra opera presente su una parete della navata è poi un Martirio di Sant'Orsola e delle sue compagne del 1520 probabilmente eseguito da Francesco da Tolentino.

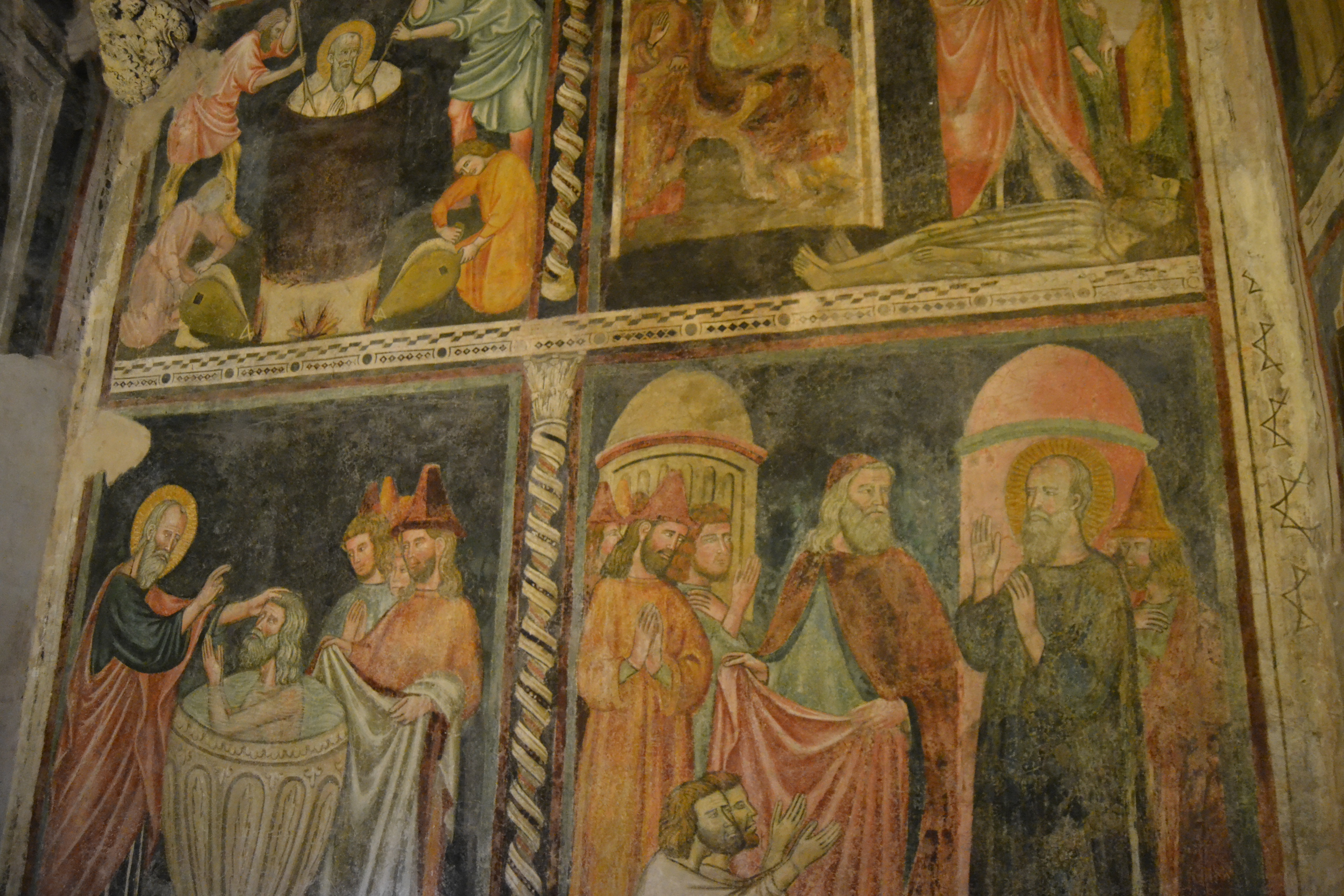
Cappella Loffredo: particolare di un ciclo nella controfacciata

Di fronte al monumento funebre si apre l'unica cappella della chiesa: la cappella Loffredo, a pianta rettangolare con due bifore e coperta da una volta a crociera. La cappella conserva cicli di affreschi trecenteschi sull'Annunciazione e la Madonna col Bambino nella parete di fondo, con un crocifisso ligneo anch'esso del Trecento; sulla parete di destra sono invece le Storie della vita di san Giovanni, su quella d'ingresso il San Francesco predica agli uccelli e riceve le stigmate mentre sulla volta sono i santi Pietro e Paolo. Tutto il ciclo è di ignota attribuzione e riprende spunti giotteschi con reminiscenze bizantine; i monumenti sepolcrali cinquecenteschi a due esponenti della famiglia Loffredo che un tempo erano in cappella furono invece nel corso del Settecento spostati nella sala del comunichino della chiesa nuova, dove sono tuttora.
Una porta sulla parete destra subito dopo l'ingresso in chiesa conduce a vari ambienti superiori, tra cui anche al coro delle monache, uno dei luoghi artisticamente più rilevanti dell'intero complesso di Donnaregina (Nuova e Vecchia) in quanto custode del più importante ciclo di affreschi del Trecento a Napoli, seppur di incerta attribuzione. Le due sale che anticipano il coro, infine, vedono nella prima una cappella votiva con affreschi seicenteschi, e nella seconda, che è di fatto l'anticoro, affreschi trecenteschi di ignoto autore alle pareti.
In chiesa erano infine presenti altre opere scultoree, pittoriche e reliquiarie poi spostate all'interno della chiesa nuova, negli ambienti museali del retroaltare e al primo piano.